# روجر هاغينز
روجر هاغينز (بالإنجليزية: Roger Huggins)‏ مواليد 5 سبتمبر 1967 في لندن، هو لاعب كرة سلة بريطاني معتزل. بدأ مسيرته الاحترافية في سنة 1986. اعتزل اللعب في 2008. لعب مع شفيلد شاركس وسبيرو شارلوروا.